# Veselíčko (Luká)
Veselíčko – wieś, część gminy Luká, położona w kraju ołomunieckim, w powiecie Ołomuniec, w Czechach.